# Championnat d'Irlande de football 1997-1998
Navigation
Édition précédente Édition suivante
Le Championnat d'Irlande de football en 1997-1998. St. Patrick's Athletic FC gagne le championnat. 
À la fin de la saison descendent en First Division Kilkenny City et Drogheda et montent en Premier Division Waterford United et Bray Wanderers
Dans le match de promotion/relégation UC Dublin a battu Limerick City 5 - 2 après les matchs aller-retour (2-1 puis 3-1) et gagné ainsi le droit de rester en Premier Division. 

## Les 22 clubs participants
| Premier Division - Bohemians FC - Cork City FC - Derry City FC - Drogheda United - UC Dublin - Dundalk FC - Finn Harps - Kilkenny City AFC - St. Patrick's Athletic FC - Shamrock Rovers - Shelbourne FC - Sligo Rovers | First Division - Athlone Town - Bray Wanderers - Cobh Ramblers FC - Galway United - Home Farm Everton - Limerick FC - Longford Town - Monaghan United - St. Francis - Waterford United |

## Classement

### Premier Division
| Place | Club                      | Points | Victoires | Nuls | Défaites | Buts pour | Buts contre | Différence |
| ----- | ------------------------- | ------ | --------- | ---- | -------- | --------- | ----------- | ---------- |
| 1er   | St. Patrick's Athletic FC | 68     | 19        | 11   | 3        | 46        | 24          | +22        |
| 2e    | Shelbourne FC             | 67     | 20        | 7    | 6        | 58        | 32          | +26        |
| 3e    | Cork City FC              | 53     | 14        | 11   | 8        | 50        | 40          | +10        |
| 4e    | Shamrock Rovers           | 52     | 14        | 10   | 9        | 41        | 32          | +9         |
| 5e    | Bohemians FC              | 50     | 13        | 11   | 9        | 50        | 36          | +14        |
| 6e    | Dundalk FC                | 45     | 12        | 9    | 12       | 41        | 43          | -2         |
| 7e    | Sligo Rovers              | 44     | 10        | 14   | 9        | 46        | 49          | -3         |
| 8e    | Finn Harps                | 43     | 12        | 7    | 14       | 41        | 43          | -2         |
| 9e    | Derry City FC             | 40     | 10        | 10   | 13       | 30        | 31          | -1         |
| 10e   | UC Dublin                 | 39     | 9         | 12   | 12       | 36        | 38          | -2         |
| 11e   | Kilkenny City AFC         | 19     | 4         | 7    | 22       | 27        | 63          | -36        |
| 12e   | Drogheda United           | 15     | 2         | 9    | 22       | 20        | 55          | -35        |

### First Division
| Place | Club              | Points | Victoires | Nuls | Défaites | Buts pour | Buts contre | Différence |
| ----- | ----------------- | ------ | --------- | ---- | -------- | --------- | ----------- | ---------- |
| 1er   | Waterford United  | 60     | 18        | 6    | 3        | 35        | 17          | +18        |
| 2e    | Bray Wanderers    | 54     | 17        | 3    | 7        | 51        | 21          | +30        |
| 3e    | Limerick FC       | 50     | 14        | 8    | 5        | 41        | 25          | +16        |
| 4e    | Galway United     | 43     | 13        | 4    | 10       | 38        | 29          | +9         |
| 5e    | Home Farm Everton | 38     | 9         | 11   | 7        | 28        | 22          | +6         |
| 6e    | Cobh Ramblers FC  | 35     | 10        | 5    | 12       | 32        | 41          | -9         |
| 7e    | Athlone Town      | 31     | 8         | 7    | 12       | 31        | 37          | -6         |
| 8e    | St. Francis       | 29     | 7         | 8    | 12       | 29        | 40          | -11        |
| 9e    | Monaghan United   | 22     | 6         | 4    | 17       | 26        | 44          | -18        |
| 10e   | Longford Town     | 12     | 2         | 6    | 19       | 12        | 47          | -35        |

## Source
- (en) Alex Graham, Football in the Republic of Ireland : a Statistical Record 1921–2005, Soccer Books Ltd, novembre 2005, 142 p. (ISBN 978-1862231351).